# NGC 876
NGC 876 este o galaxie spirală situată în constelația Berbecul. A fost descoperită în 22 noiembrie 1854 de către William Parsons, 3rd Earl of Rosse⁠(d). Se află la o distanță de 51,6 de megaparseci de Pământ.